# Áo lụa Hà Đông
Pour plus de détails, voir Fiche technique et Distribution.
Áo lụa Hà Đông est un film historique vietnamien réalisé par Lưu Huỳnh (vi) et sorti en 2006. Avec un budget de plus de 2 millions de dollars, cette vaste fresque historique est l'un des films vietnamiens les plus chers jamais réalisés.
La soie Hà Đông, évoquée dans le titre du film, est réputée pour sa grande qualité dans tout le Viêt Nam.

## Synopsis
Le film commence en 1954, à la toute fin de la guerre d'Indochine (1946-1954), au nord du Viêt Nam, dans le village de Hà Đông, qui fait aujourd'hui partie de Hanoï. Propriété de riches propriétaires, le bossu orphelin Gù tombe amoureux de la servante Dần et commence à lui faire la cour. Un jour, il lui offre une robe blanche de type áo dài en soie de Hadong, en lui racontant que, bébé, il a été enveloppé dans cette robe sous un banian. Portant l'áo dài blanc pour la seule fois de sa vie, Dần passe secrètement la nuit avec Gù. Gù lui demande de l'épouser, mais Dần lui donne une noix d’arec et pose une condition : elle épousera Gù lorsque la noix deviendra un palmier et portera des fruits. Bientôt, des partisans du Việt Minh en colère assassinent le gouverneur pour lequel Gù travaillait, et ce dernier encourage Dần à fuir avec lui vers le sud. Alors qu'ils marchent dans le centre du Vietnam, près de la ville de Hội An, Dần, enceinte, commence à accoucher. Gù et Dần s'installent dans une maison abandonnée à la campagne.
Dix ans passent. Gu et Dần vendent toujours des coquillages et du bois en ville, vivant très pauvrement. Quatre filles naissent l'une après l'autre : Hội An (Hội An, « Hội An »), Ngô (Ngô, « maïs »), Lut (Lụt, « inondation ») et la dernière, à laquelle Gù ne veut même plus penser à donner un nom. La guerre du Viêt Nam (1955-1975) fait alors rage.
Pendant ce temps, les filles aînées vont au lycée sud-vietnamien, où elles doivent porter un uniforme — une robe blanche áo dài — pour lequel leurs parents n'ont pas d'argent. Hội An et Ngô cessent d'aller à l'école. Zan, inquiète, cherche un emploi pour acheter un áo dài à ses filles. On lui propose un emploi d'infirmière et Dần accepte, même s'il s'avère qu'elle devra allaiter le vieil homme décrépit Thon. Cependant, il n'y a pas assez d'argent pour acheter le tissu le moins cher. Dần apporte son aosai de mariage à la couturière et lui demande de le découper afin qu'elle puisse confectionner une robe pour sa fille. Sur le chemin du retour, Dần est arrêtée par des policiers sud-vietnamiens, prise pour une sympathisante du Viêt-cong, torturée, mais sans résultat, renvoyée chez elle.
Hội An et Ngô vont maintenant à l'école à tour de rôle, changeant de vêtements entre les cours. Pendant l'un des cours, Hội An écrit une dissertation que le professeur apprécie à propos de l'áo dài blanc qu'elle et sa sœur portent à l'école. Le professeur appelle Hội An pour qu'elle le lise devant la classe. Au milieu du récit, l'école commence à être bombardée et Hội An se fait tuer. Ngô continue d'aller à l'école en portant un áo dài blanc. Un jour de pluie, Gu et Dần sortent en mer pour ramasser des palmes, et Dần se noie en tentant de ramasser plus de rondins pour acheter un nouvel áo dài à sa fille. Quelques jours après sa mort, une noix mûre tombe d'un aréquier.
Bientôt, l'offensive des troupes nord-vietnamiennes approche de Hội An. Gù et ses filles préparent leur voyage vers le sud. Le convoi de réfugiés dans lequel elles voyagent est touché par un bombardement. En désespoir de cause, les filles utilisent les restes de leur robe blanche comme drapeau blanc.

## Fiche technique
- Titre original vietnamien : Áo lụa Hà Đông[4] (litt. « La Robe en soie de Ha Dong »)[5]
- Réalisation : Lưu Huỳnh (vi)
- Scénario : Lưu Huỳnh (vi)
- Photographie : Trinh Hoan
- Montage : Nguyen Vi Bao
- Musique : Đức Trí (vi)
- Société de production : Hãng phim Phước Sang, AVA Productions, Vietnam Studio
- Pays de production :  Vietnam
- Langue originale : vietnamien
- Format : couleurs
- Durée : 142 minutes
- Genre : film historique
- Date de sortie :
  - Corée du Sud : 13 octobre 2006 (Festival international du film de Busan)
  - Viêt Nam : 8 mars 2007

## Distribution
- Trương Ngọc Ánh (vi) : Dần
- Quốc Khánh (vi) : Gù
- Nguyễn Thu Trang : Hội An
- Trần Thiên Tú : Ngô
- Đỗ Thu Hằng : Lụt
- Việt Anh (vi) : Ông Tám
- Tú Trinh (vi) : Bà Tám
- Tất Bình (vi) : Ông Phán
- Như Quỳnh (vi) : Bà Phán
- Thanh Vy (vi) : Bà Hiền
- Hà Kiều Anh (vi) : Nhài
- Quang Thắng (vi) : Ông Phán lúc trẻ
- Kim Thư : Người giúp việc
- Hồng Vân (vi) : Bà mụ
- Bình Minh (vi) : Cảnh sát
- Mạc Can (vi) : Ông già chiếu phim
- Ngọc Đặng : Ông Thoòng